# Royal Society of Portrait Painters
La Royal Society of Portrait Painters (en Français , Société royale des peintres portraitistes) est une association britannique de portraitistes, fondée en 1891, qui organise une exposition annuelle à la Mall Galleries de Londres.

## Histoire
La Royal Society of Portrait Painters est fondée en 1891 par vingt-quatre artistes qui étaient mécontents des méthodes de sélection de la Royal Academy pour son exposition annuelle à Londres. Présidée par Archibald Stuart-Wortley, elle organise sa propre exposition peu après sa création.
En 1911, à l'occasion de son couronnement, le roi George V lui accorde le statut de Société royale.

## Quelques membres célèbres
- John Collier
- Augustus John
- Laura Knight
- John Everett Millais
- William Nicholson
- John Singer Sargent
- James Jebusa Shannon
- Simeon Solomon
- James McNeill Whistler